# IC 4458
IC 4458 bezeichnet im Index-Katalog drei scheinbar dicht beieinander liegende Sterne im Sternbild  Zentaur. Der Katalogeintrag geht auf eine Beobachtung des Astronomen DeLisle Stewart im Jahr 1899 zurück.